# Paul Youssef Matar
Paul Youssef Matar (Na'ameh, Líbano, 1º de fevereiro de 1941) é Arcebispo da Arquieparquia de Beirute.
Matar nasceu em 1941 na província de Monte Líbano, na vila de Na'ameh, localizada na região histórica de Chouf.
Matar foi ordenado sacerdote maronita em 5 de junho de 1965, aos 24 anos, conferindo as Ordens Sagradas. Matar foi nomeado bispo auxiliar do Patriarcado Maronita de Antioquia em 7 de junho de 1991, aos 50 anos. Além disso, Matar foi nomeado bispo titular de Tarsus dei Maroniti. A ordenação que se seguiu ocorreu em 3 de agosto de 1991. Em 8 de junho de 1996, aos 55 anos, Matar foi nomeado Arcebispo da Arquieparquia de Beirute. Na ordenação episcopal litúrgica, Sua Beatitude o Patriarca Maronita de Antioquia e Todo o Oriente Nasrallah Boutros Sfeir foi o principal consagrador. Ele foi assistido por Dom Roland Aboujaoudé e Arcebispo Boutros Gemayel como co-consagradores.
O arcebispo Matar atuou como co-consagrador nas ordenações episcopais dos arcebispos Youssef Anis Abi-Aad e Samir Nassar e na ordenação episcopal do bispo Edgar Madi.
Ele é reitor da Universidade La Sagesse em Beirute.